# شو كاكمي
شو كاكمي (باليابانية: 加賀美 翔) (22 أبريل 1994 في فوجي في اليابان – )؛ هو لاعب كرة قدم ياباني سابق كان يلعب كمهاجم.

## وصلات خارجية
- شو كاكمي على موقع رابطة كرة القدم اليابانية للمحترفين (اليابانية)
- شو كاكمي على موقع قاعدة بيانات كرة القدم.إي يو (الإنجليزية)
- شو كاكمي على موقع Soccerway.com (الإنجليزية)
- شو كاكمي على موقع عالم كرة القدم.نت (الإنجليزية)